# Пустовит, Антонина Николаевна
Антонина Николаевна Пустовит (16 октября 1955, Корбониколаевка, Кировоградская область) — советская гребчиха, мастер спорта СССР международного класса, серебряный призёр Олимпийских игр 1980 года в классе парных четвёрок с рулевой.

## Биография
Первый тренер — Н. И. Чечуй. Окончила факультет физического воспитания НГПИ. В 1975 стала чемпионом Украины. В 1977 году выиграла бронзу чемпионата СССР в одиночке, а в 1978 году серебро. В 1979 году выиграла две золотых медали чемпионата СССР.
На Олимпийских играх 1980 года завоевала серебряную медаль. В 1982 году после рождения сына завершила спортивную карьеру. Работала воспитательницей в детском садике, затем инструктором-методистом в ШВСМ города Николаева и завкафедры физкультуры в Черноморском государственном университете имени Петра Могилы. Замужем за гребцом и тренером Виктором Дымовым, воспитывает двоих сыновей.